# Oodectes
Oodectes es un género extinto de carnivoramorfo. Se han encontrado fósiles en los estados americanos de Wyoming, Utah y Colorado.